# Per-Olof Hillborg
Per-Olof Hillborg, folkbokförd Per Olof Hillborg, född 14 juli 1924 i Engelbrekts församling i Stockholm, död 12 september 2020, var en svensk läkare.
Hillborg var son till officeren i Frälsningsarmén Johan Hillborg och Signe Berger. Efter studentexamen 1944 följde akademiska studier genom vilka han blev medicine kandidat 1948 och medicine licentiat 1953 samt specialist på barnaålderns invärtes sjukdomar. Han var vikarierande underläkare vid Kronprinsessan Lovisas barnsjukhus 1954, förste underläkare vid pediatriska avdelningen på Garnisonssjukhuset i Boden 1955–1958 och förste underläkare vid Kronprinsessan Lovisas barnsjukhus från 1959. Han var bataljonsläkare vid Ing 3 1955–1958. Han hade senare egen läkarpraktik på Strandvägen i Sollentuna.
Fokuserad på Gauchers sjukdom har han författat såväl artiklar som boken Morbus Gaucher i Sverige (1968).
Per-Olof Hillborg var från 1952 gift med läkaren Ragnhild Johnson (1926–2016), dotter till diakonen Eskil Johnson och Ingrid Jönsson. De fick barnen Pernilla (född 1953), Johan (född 1955) och Mats (född 1956).